# Adrasos
Adrasos (Άδρασός, Adrassus) ist ein antiker Ort in der kleinasiatischen Landschaft Isaurien. Er befindet sich in der Nähe des Dorfes Balabolu und liegt 27 km westlich des heutigen Mut (Türkei).
Erhalten haben sich geringe Reste einer römisch-byzantinischen Siedlung mit Mauern und zwei Kirchenruinen. Nordwestlich des Ortes liegen große Nekropolen mit Gräbern verschiedener Typen, z. T. mit Inschriften und Reliefs, aus dem 4.–6. Jahrhundert n. Chr.

## Weblink
- Kurt Tomaschitz: Adrasos. In: Der Neue Pauly. (Hrsg.: Hubert Cancik, Helmuth Schneider, Manfred Landfester) Brill Online, 2013 abgerufen am 11. August 2013

Koordinaten: 36° 38′ 51,1″ N, 33° 9′ 26,1″ O